# Щербаков, Сергей Семёнович
Сергей Семёнович Щербаков (20 июля 1918, Москва — 24 января 1994) — советский боксёр и тренер. Десятикратный чемпион СССР (1944—1953). Серебряный призёр Олимпийских игр (1952) и Чемпионата Европы (1953). Заслуженный мастер спорта СССР (1948). Заслуженный тренер СССР (1967). Выдающийся боксёр СССР (1948). Участник Великой Отечественной войны.

## Биография
Сергей Щербаков родился в 1918 году в Москве. После школы пошёл работать токарем на завод «Авиахим», во дворце спорта «Крылья советов» при заводе занялся акробатикой, получил 1-й разряд. Под влиянием брата Александра бросил акробатику и в 18 лет занялся боксом. В 1939 году занял 3-е место на чемпионате СССР, в 1940 — 2-е. С началом Великой Отечественной войны пошёл добровольцем через спортивное общество «Динамо». В ОМСБОН с 07.07.1941 года, в ходе диверсионных операций в тылу врага получил два тяжёлых ранения, одно из которых чуть не привело к ампутации ноги (Щербаков упросил хирурга не отрезать ему раненую ногу ниже колена, мотивируя тем, что бокс для него — это всё).
Приказом див. ВВ НКВД Закавказского фронта №: 6/н от: 10.01.1943 года заместитель политрука батальона особого назначения Щербаков С. С. награждён медалью «За боевые заслуги» за подрыв коммуникаций в тылу противника, ранение и организацию взятия высоты.
Приказом ОМСБОН НКВД №: 101 от: 13.03.1943 года красноармеец Щербаков награждён медалью «За отвагу» за уничтожение поезда из 27 вагонов, доставку продуктов питания в отряд в тылу противника и вынос на себе раненого товарища Несынова через линию фронта.

### Боксёрская карьера
В 1944 году состоялся 10-й чемпионат СССР по боксу. Едва выйдя из госпиталя, Сергей Щербаков принял участие в чемпионате и завоевал титул чемпиона СССР в полусреднем весе, который удерживал вплоть по 1953 года. Чемпион СССР в 1944—1950 годах в полусреднем весе, в 1951—1953 годах — во втором полусреднем весе.
В 1952 году завоевал серебряную медаль на Олимпийских играх в Хельсинки (поражение в финале от поляка Зыгмунта Хыхлы), в 1953 году — серебряную медаль чемпионата Европы во втором полусреднем весе.
Тренером Сергея Щербакова был известный боксёр, первый заслуженный мастер спорта СССР по боксу Виктор Михайлов.
Затем перешёл на тренерскую работу, сразу получив должность Главного тренера СССР, возглавлял сборные СССР на Олимпийских играх 1956 года в Мельбурне и 1960 года в Риме.
Также занимался судейской деятельностью, судья всесоюзной категории по боксу (1958).
В 1985 году награждён орденом Отечественной войны 1-й степени.
Сергей Щербаков был единственным боксером, связавшим собой три периода истории советского бокса: довоенный, доолимпийский и олимпийский. В своей книге «Записки боксёра» (М., 1956) он оставил будущим поколениям российских боксеров «Кодекс Сергея Щербакова»:
1. В каждом бою стремись захватить инициативу. Лучше нанести один удар и не получить ни одного, чем провести 5-6 и получить 3-4!
2. Наступай решительно и непрерывно. Считай наступление основным принципом своей тактики.
3. Действуй активно, не избегай острых положений в бою, не теряй времени на излишнее маневрирование, «подготовительные» действия, обоюдные захваты, пассивную защиту.
4. Будь уверен в излюбленных, тщательно отработанных ударах. Наноси их решительно, сильно, акцентируй в точно намеченную цель.
5. Стремись вести бой в быстром темпе. Усиливай интенсивность действий в каждом раунде, особенно на его заключительной стадии.
6. При вынужденном отступлении соединяй с отходом назад сильные встречные удары. Искусно и четко защищайся, переходя от защиты к контратакам при каждом удобном случае.
7. Используй защитные действия как исходное положение для контратакующих действий с любой дистанции.
8. Решительно развивай атаки и контратаки сериями ударов.
9. Держись в бою уверенно и непринуждённо. Избегай психологической скованности.
10. Боксируй корректно, но жестко.
11. Не веди долго разведку. После 10-15 секунд присмотрись и начинай действовать.
12. Вне ринга веди себя спокойно, уверенно, с достоинством.
13. Помни, что когда смотришь бой противника, он кажется сложней, чем на самом деле. В бою этот соперник проще.
14. Бурный натиск противника лучше всего остановить расчётливым точным ударом и тут же перейти в контратаку.
15. Будь хитрым в бою, но не будь шаблонным.
16. Помни, что не всегда выгодно встречать атаку противника контратакой. Иногда выгоднее от атаки уклониться.
17. Знай, что лучшая защита — атака!

## Спортивные достижения
Международные
- XV Летние Олимпийские игры 1952 года —
- Чемпионат Европы по боксу 1953 года —

Всесоюзные
- Чемпионат СССР по боксу 1939 года —
- Чемпионат СССР по боксу 1940 года —
- Чемпионат СССР по боксу 1944 года —
- Чемпионат СССР по боксу 1945 года —
- Чемпионат СССР по боксу 1946 года —
- Чемпионат СССР по боксу 1947 года —
- Чемпионат СССР по боксу 1948 года —
- Чемпионат СССР по боксу 1949 года —
- Чемпионат СССР по боксу 1950 года —
- Чемпионат СССР по боксу 1951 года —
- Чемпионат СССР по боксу 1952 года —
- Чемпионат СССР по боксу 1953 года —

### Спортивные звания
- «Выдающийся боксёр СССР»
- Заслуженный мастер спорта СССР
- Заслуженный тренер СССР

## Награды
- Орден Отечественной войны 1 степени
- Орден «Знак Почёта» (27.04.1957) — «за успехи, достигнутые в деле развития массового физкультурного движения в стране, повышения мастерства советских спортсменов, и успешное выступление на международных соревнованиях»
- Медаль «За отвагу»
- Медаль «За боевые заслуги»